# Zislow
Die Gemeinde Zislow ist eine Gemeinde im Westen des Landkreises Mecklenburgische Seenplatte in Mecklenburg-Vorpommern (Deutschland). Sie wird vom Amt Malchow mit Sitz in der gleichnamigen Stadt verwaltet. Zislow ist seit 2011 ein staatlich anerkannter Erholungsort.
Zu Zislow gehören die Ortsteile Suckow und Langenstücken. Suckow ist ein von Landwirtschaft geprägtes Dorf. 

## Geografie und Verkehr

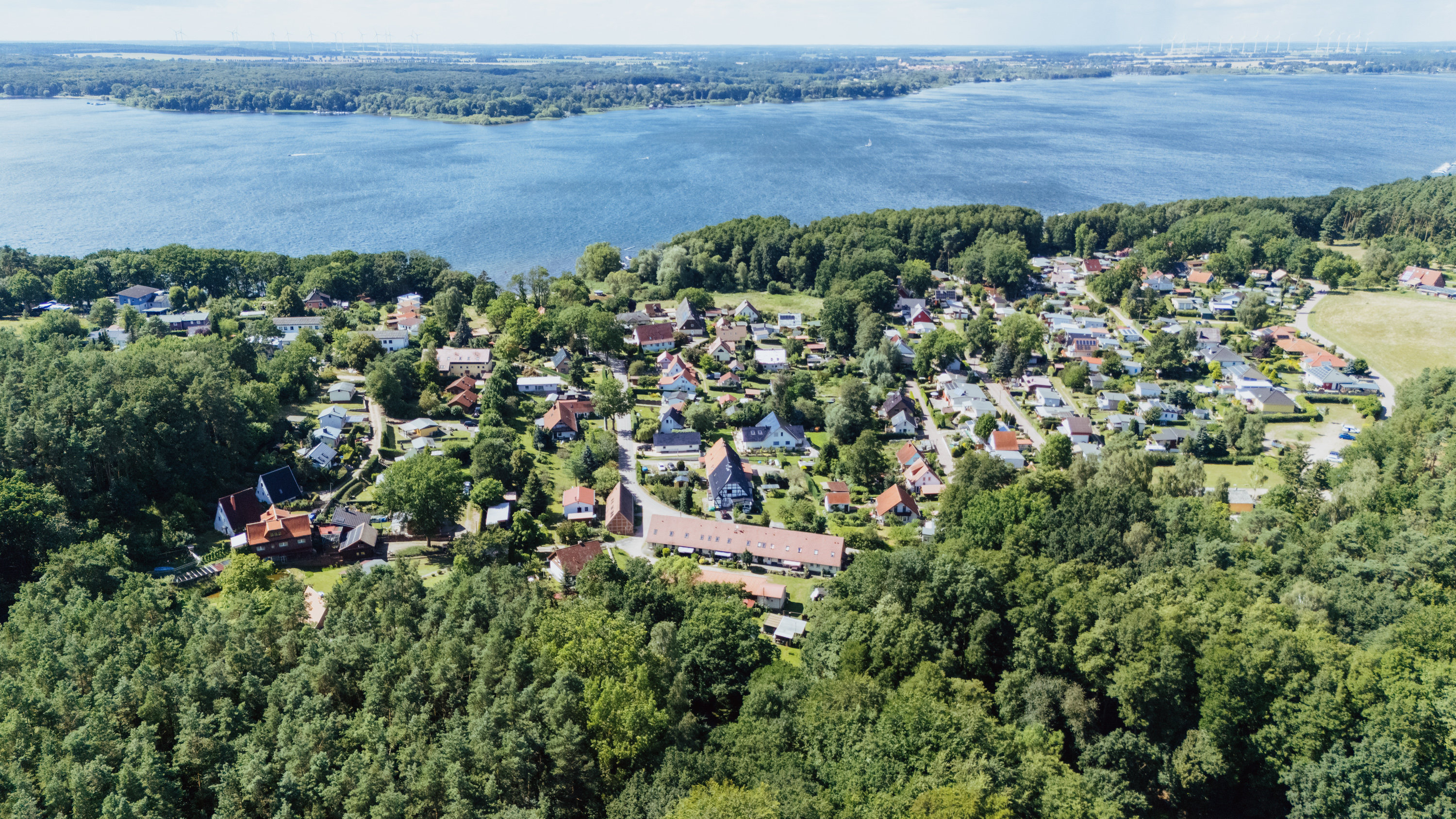
Zislow in Blickrichtung Westen

Die Gemeinde liegt im Süden Mecklenburg-Vorpommerns, am Ostufer des Plauer Sees und südlich von Malchow. Innerhalb des Gemeindegebiets liegt als größerer See der Große Pätschsee. Große Teile der Gemeinde sind mit Nadelwäldern bewachsen.
Nahe östlich der Gemeinde führt die Bundesautobahn 19 von Wittstock nach Rostock, die über die Anschlussstelle Waren oder Röbel/Müritz zu erreichen ist. Die Bundesstraße 198 verläuft südlich der Gemeinde. Der nächste aktive Bahnhof befindet sich in der Stadt Malchow.

## Geschichte
Seit dem 7. bis 9. Jahrhundert war die Gegend slawisch besiedelt. Davon zeugt der slawische Burgwall Zislow am Westufer des Großen Pätschsees.
Sowohl Zislow selbst als auch der Ortsteil Suckow waren ursprünglich slawische Ansiedlungen. Erstmals urkundlich erwähnt wurde Zislow im Jahr 1255 und Suckow im Jahr 1344. Im Jahre 1338 wurde erstmals die heutige Wüstung Clippatendorpe erwähnt.

## Politik

### Gemeindevertretung und Bürgermeister
Der Gemeinderat besteht (inkl. Bürgermeister) aus sechs Mitgliedern. Die Wahl zum Gemeinderat am 26. Mai 2019 hatte folgende Ergebnisse:
| Partei/Bewerber                              | Prozent | Sitze |
| -------------------------------------------- | ------- | ----- |
| Wählergemeinschaft Ortsfrieden Suckow/Zislow | 74,62   | 6     |
| Einzelbewerber Distler                       | 14,62   | 1     |

Bürgermeister der Gemeinde war Uwe Albrecht, er wurde mit 77,12 % der Stimmen gewählt. Nach seinem Rücktritt wurde am 16. September 2021 Daniel Kyek zum Bürgermeister der Gemeinde gewählt.

### Wappen, Flagge, Dienstsiegel
Die Gemeinde verfügt über kein amtlich genehmigtes Hoheitszeichen, weder Wappen noch Flagge. Als Dienstsiegel wird das kleine Landessiegel mit dem Wappenbild des Landesteils Mecklenburg geführt. Es zeigt einen hersehenden Stierkopf mit abgerissenem Halsfell und Krone und der Umschrift „GEMEINDE ZISLOW •“.

## Wirtschaft
Ein sehr wichtiger Wirtschaftszweig ist der Fremdenverkehr. Neben einem Hotel, gibt es zwei größere Campingplätze am Ufer des Plauer Sees, einen Reiterhof, eine Vielzahl von Ferienwohnungen und ein Schullandheim. 
Der Campingplatz Wald- und Seeblick Camp Zislow befindet sich im Eigentum der Gemeinde Zislow und wird durch eine eigenständige GmbH betrieben. Der Campingplatz Naturcamping Zwei Seen wird privat betrieben.

## Sehenswürdigkeiten

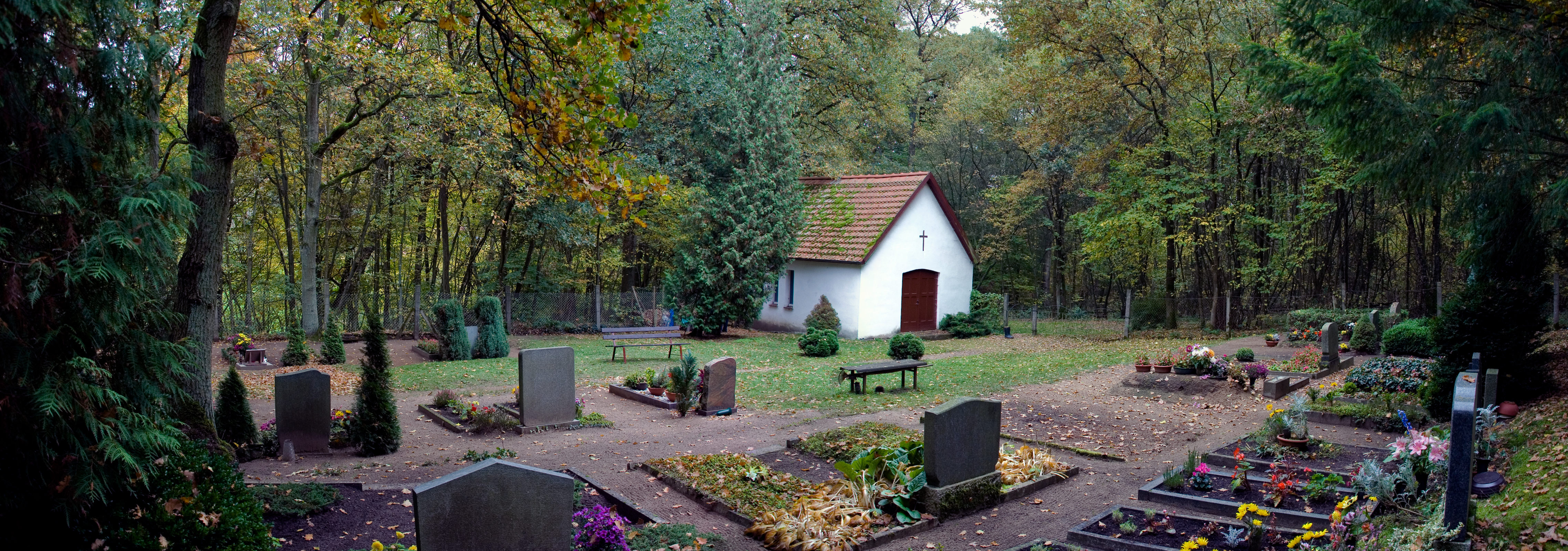
Der im Wald gelegene Friedhof von Suckow

Das Wahrzeichen von Zislow ist die 1749 geweihte Dorfkirche, die sich in der seltenen Form als achteckiger Fachwerkbau (Oktogon) präsentiert und 1990 saniert wurde. Nun finden in der Saison Lesungen und Konzerte darin statt. Auf dem Gelände des die Kapelle und die Kirche umgebenden Friedhofes werden im Sommer auch Open-Air-Konzerte veranstaltet.
In Suckow befinden ein Friedhof.
Südlich und außerhalb des eigentlichen Orts befindet sich ein Aussichtsturm.
In einem Waldstück nahe der Straße nach Adamshoffnung befindet sich ein Schälchenstein (Lage), ein Granitfindling mit eingearbeiteten runden Vertiefungen, der wahrscheinlich kultischen Handlungen in Verbindungen mit dem Gott Thor diente. Folgt man der Straße weitere 400 Meter stößt man auf die Reste eines bronzezeitlichen Hügelgrabs (Lage), das in den 1980er Jahren ausgegraben wurde. Weitere Hügelgräber und der Urdolmen von Zislow 2 befinden sich in der Nähe.

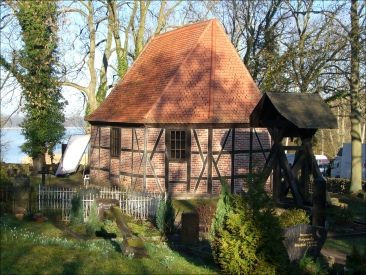
Dorfkirche Zislow
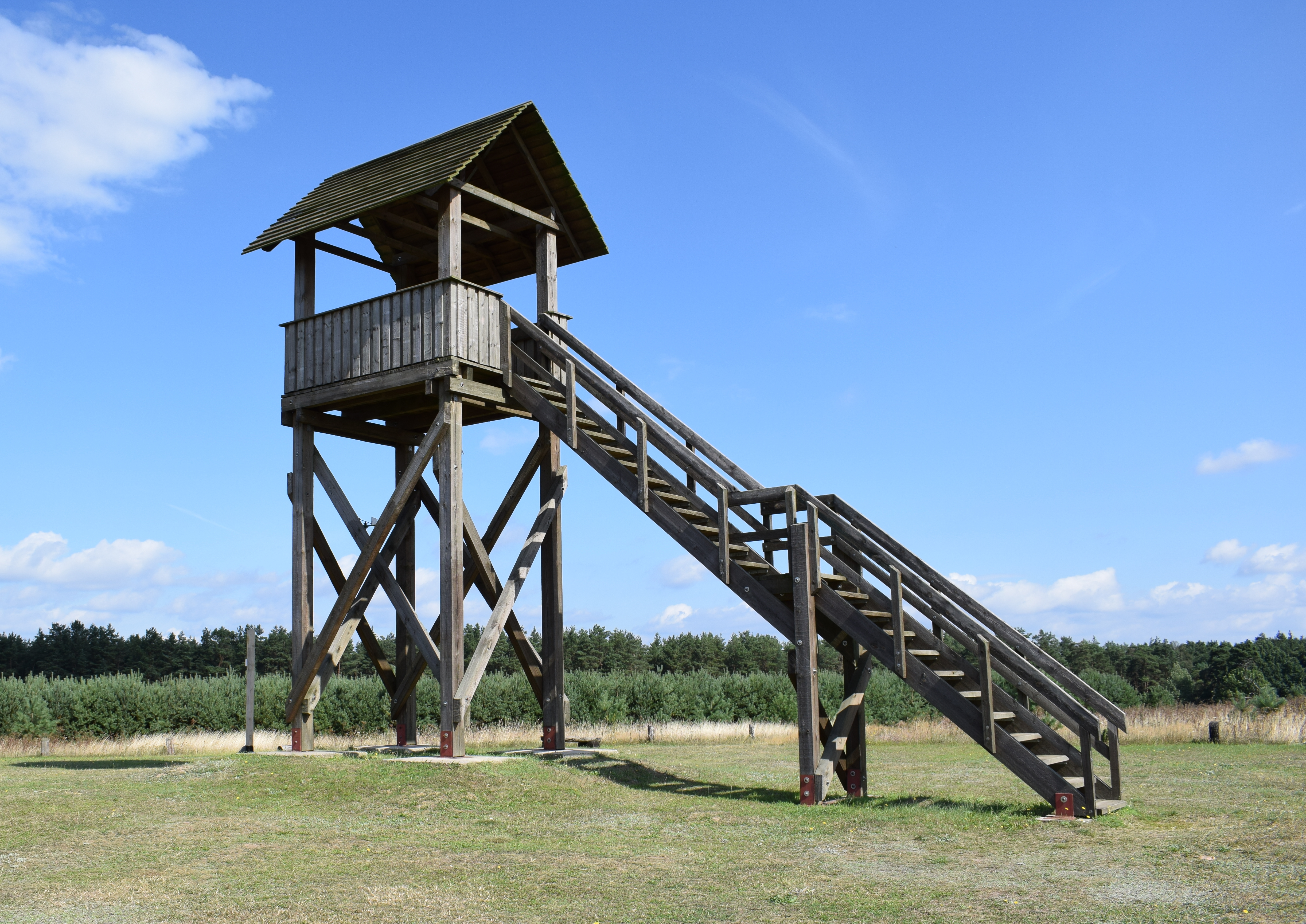
Zislower Aussichtsturm
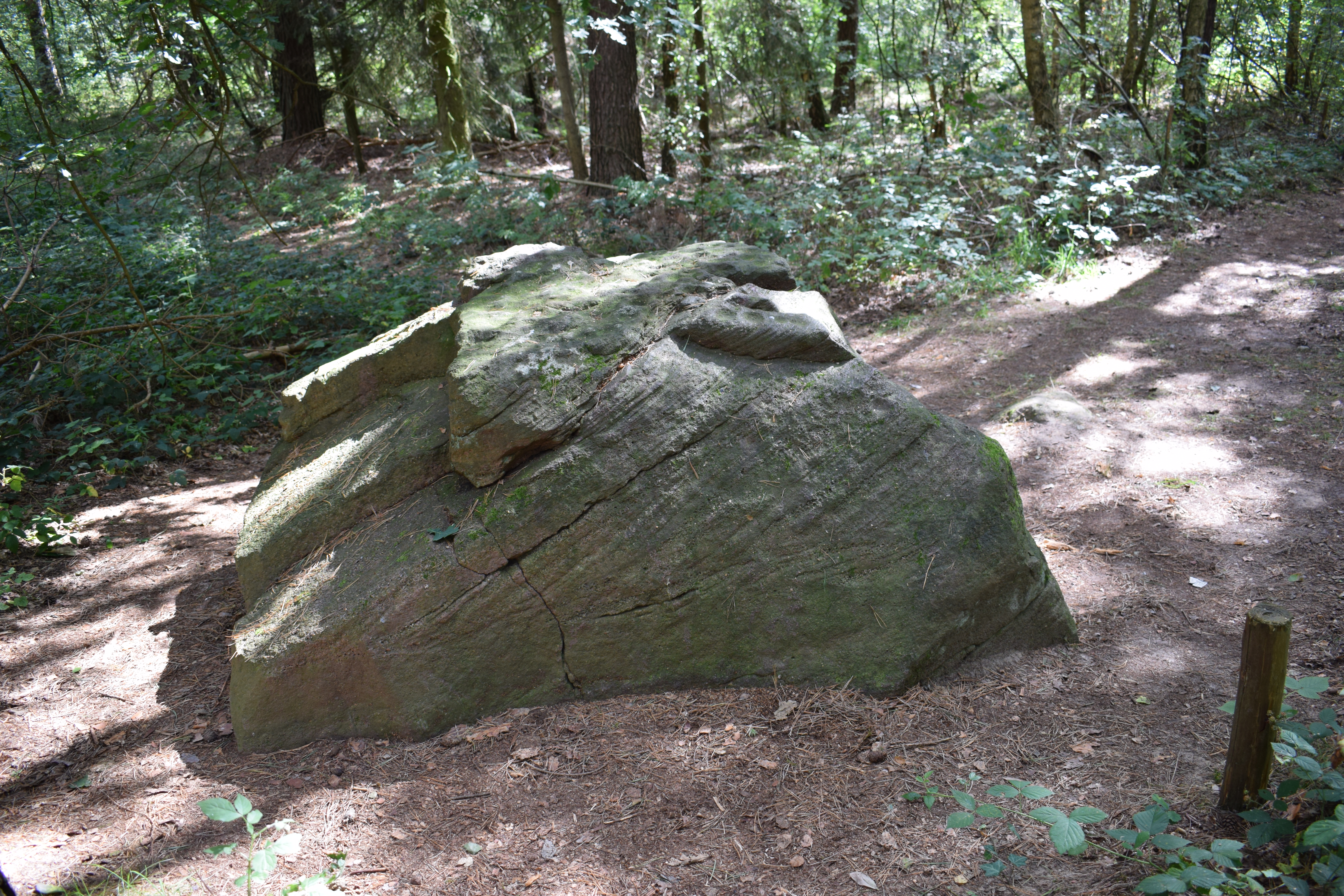
Schälchenstein
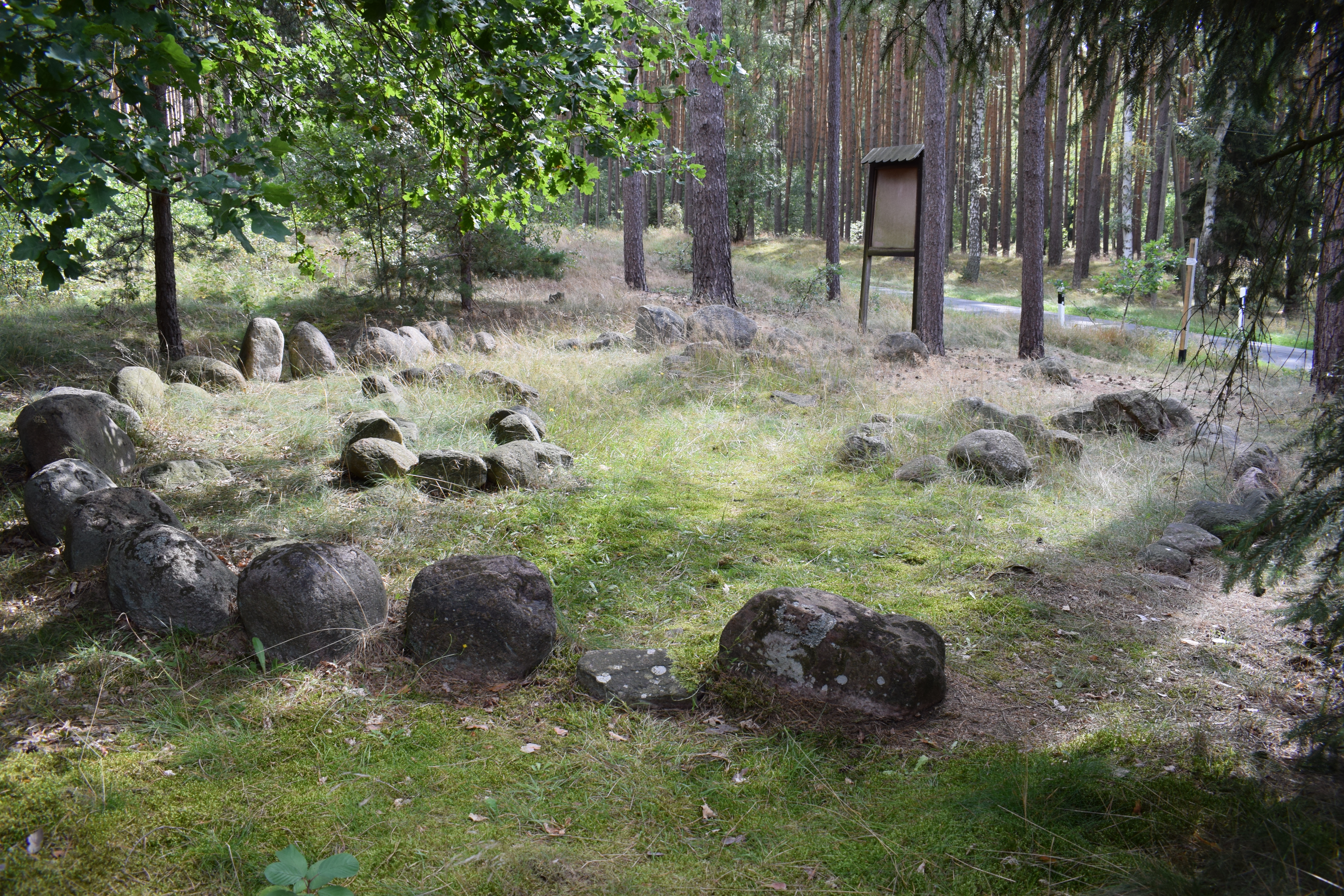
Bronzezeitliches Hügelgrab